# Alchemilla hians
Alchemilla hians é uma espécie de rosácea do gênero Alchemilla, pertencente à família Rosaceae.